# Anton Heidenreich
Anton Heidenreich (* 6. Juli 1896 in Kaisheim; † 20. Oktober 1982 in Wiesbaden) war ein deutscher Generalmajor der Luftwaffe der Wehrmacht während des Zweiten Weltkriegs.

## Leben
Heidenreich trat während des Ersten Weltkriegs am 1. September 1914 als Freiwilliger in das 15. Infanterie-Regiment „König Friedrich August von Sachsen“ der Bayerischen Armee ein. Am 15. März 1915 erhielt er seine Beförderung zum Leutnant der Reserve und begann am 15. Februar 1917 eine Flugzeugführerausbildung bei der bayerischen Fliegerersatz-Abteilung 1. Am 6. März wechselte Heidenreich zur Fliegerschule 2, bevor er am 24. Oktober in der Beobachterschule Schleißheim antrat. Nach beendeter Ausbildung ging er am 30. November zur Flieger-Abteilung 289, wo er am 25. Januar 1918 verwundet wurde. Während seiner Genesung war er zur Fliegerschule 1 versetzt worden. Anschließend diente er als Fluglehrer in der Fliegerersatz-Abteilung 2, wo er das Kriegsende erlebte.
Anschließend wechselte er zur Polizei, wo er bis 1934 den Rang eines Hauptmanns erreichte.
Am 11. November 1934 wechselte er zur Luftwaffe und absolvierte an der Großen Kampfflieger-Schule Lechfeld eine Flugzeugführerausbildung. Am 28. März 1935 übernahm er eine Staffel der Kampfgruppe Giebelstadt als Staffelkapitän. Nach seiner Beförderung zum Major am 1. Juli 1935 übte er ab dem 1. Mai 1936 die Aufgabe eines Gruppenkommandeurs der II. Gruppe des Kampfgeschwaders 155 aus. Dort erhielt er am 1. Oktober 1937 die Beförderung zum Oberstleutnant und wechselte anschließend ab dem 1. Dezember als Fluglehrer zur Großen Kampfflieger-Schule Faßberg, unter gleichzeitiger Ausübung des Amtes des Kommandeurs der Fliegertechnischen Schule 2. Nach dem Beginn des Zweiten Weltkriegs übernahm Heidenreich am 5. September 1939 die gleiche Aufgabe an der Großen-Kampfflieger-Schule Hörsching, und ab 16. Januar 1940 wieder in Faßberg. Dort wurde er am 1. April 1940 zum Oberst befördert, bevor er am 21. November Kommandant Koflug Langenhagen (Flughafen-Bereichs-Kommando) wurde. Am 4. Januar 1941 wechselte er dann in gleicher Funktion zum Koflug 1/XI, wo er am 1. Oktober 1943 zum Generalmajor befördert wurde. Von dort ging als Kommandant am 13. Januar 1945 erneut zum Koflug 8/VI. Heidenreich geriet mit der bedingungslosen Kapitulation der Wehrmacht am 8. Mai 1945 in alliierte Kriegsgefangenschaft, aus der am 25. Februar 1948 entlassen wurde.